# L'Un pour l'autre (album)
Pour les articles homonymes, voir L'Un pour l'autre.
Albums de Maurane
Différente
(1995) Toi du Monde
(2000)
L'Un pour l'autre est un album-compilation de la chanteuse belge Maurane composé de dix-neuf titres dont cinq inédits.
Sorti en 1998 chez Polydor, il reste durant 45 semaines au classement national belge Ultratop 200, dont douze semaines à la première place.

## Liste des pistes

### Premier pressage
Les cinq premiers titres de l'album sont des inédits.
| 1.  | L'Un pour l'autre                                           | Peter Lorne                                   | 4:25 |
| 2.  | C'est la vie qui décide                                     | Hugo Renard                                   | 3:26 |
| 3.  | Désillusionniste                                            | Alain Pewzner, Elisabeth Anais, Rembert Egues | 3:38 |
| 4.  | J't'ai pas tout dit                                         | Arnould Massart, Didier Sustrac               | 4:08 |
| 5.  | C'est magique (avec Eddy Mitchell)                          | Claude Moine, Pierre Papadiamandis            | 3:47 |
| 6.  | Alfonsina y el Mar                                          | Ariel Ramirez, Félix Luna                     | 3:54 |
| 7.  | Toutes les mamas                                            | Evert Verhees, Maurane                        | 3:52 |
| 8.  | Tout pour un seul homme                                     | Daria De Martynoff, Kevin Mulligan, Maurane   | 3:45 |
| 9.  | Différente quand je chante                                  | Maurane, Nicolas Fiszman                      | 4:28 |
| 10. | Chanson de l'autruche (issue du conte musical Émilie Jolie) | Philippe Chatel                               | 2:43 |
| 11. | Tant c'était bon                                            | Juan d'Oultremont, Philippe Lafontaine        | 4:25 |
| 12. | Sur un prélude de Bach                                      | Jean-Claude Vannier                           | 4:09 |
| 13. | Danser                                                      | Evert Verhees, Maurane                        | 3:20 |
| 14. | Les Uns contre les autres                                   | Luc Plamondon, Michel Berger                  | 4:01 |
| 15. | Ça casse                                                    | Peter Lorne                                   | 4:09 |
| 16. | Lou et Louis                                                | Kevin Mulligan, Maurane                       | 4:20 |
| 17. | Pas gaie la pagaille                                        | Daria De Martynoff, Kevin Mulligan, Maurane   | 4:25 |
| 18. | Du mal                                                      | Daria De Martynoff, Kevin Mulligan            | 4:13 |
| 19. | Juste une petite fille                                      | Jean-Claude Vannier                           | 4:25 |

### Second pressage
Le dix-neuvième titre de la première version, Juste une petite fille, est supprimé et remplacé par Les Yeux fermés (Amour, amour), titre inédit de Peter Lorne, inséré en première piste.

## Formats
La compilation sort au format CD et cassette.

## Classement
L'album se classe durant 45 semaines à l'Ultratop Albums, restant douze semaines à la première place.
| Classement (1998)          | Meilleure position |
| -------------------------- | ------------------ |
| Belgique (Ultratop Albums) | 1                  |
| France (SNEP)              | 27                 |